# Okres Vyškov
Vyškov (Duits: Wischau) is een district (Tsjechisch: Okres) in de Tsjechische regio Zuid-Moravië. De hoofdstad is Vyškov. Het district bestaat uit 79 gemeenten (Tsjechisch: Obec). In dit district ligt het militaire oefenterrein Vojenský újezd Březina van het Tsjechische leger.

## Lijst van gemeenten
De obce (gemeenten) van  Vyškov. De vetgedrukte plaatsen hebben stadsrechten. De cursieve plaatsen zijn steden zonder stadsrechten (zie: vlek).
Bohaté Málkovice - Bohdalice-Pavlovice - Bošovice - Brankovice - Bučovice - Dětkovice - Dobročkovice - Dražovice - Drnovice - Drysice - Habrovany - Heršpice - Hlubočany - Hodějice - Holubice - Hostěrádky-Rešov - Hoštice-Heroltice - Hrušky - Hvězdlice - Chvalkovice - Ivanovice na Hané - Ježkovice - Kobeřice u Brna - Kojátky - Komořany - Kozlany - Kožušice - Krásensko - Křenovice - Křižanovice - Křižanovice u Vyškova - Kučerov - Letonice - Lovčičky - Luleč - Lysovice - Malínky - Medlovice - Milešovice - Milonice - Moravské Málkovice - Mouřínov - Němčany - Nemochovice - Nemojany - Nemotice - Nesovice - Nevojice - Nížkovice - Nové Sady - Olšany - Orlovice - Otnice - Podbřežice - Podivice - Podomí - Prusy-Boškůvky - Pustiměř - Račice-Pístovice - Radslavice - Rašovice - Rostěnice-Zvonovice - Rousínov - Ruprechtov - Rybníček - Slavkov u Brna - Snovídky - Studnice - Šaratice - Švábenice - Topolany - Tučapy - Uhřice - Vážany - Vážany nad Litavou - Velešovice - Vojenský újezd Březina - Vyškov - Zbýšov - Zelená Hora
Blansko · Břeclav · Brno-město · -venkov · Hodonín · Vyškov · Znojmo